# Nieś (wieś)
Nieś (ros. Несь) – wieś (ros. село, trb. sieło) w Rosji, w Nienieckim Okręgu Autonomicznym, w rejonie zapolarnym, na półwyspie Kanin, siedziba administracyjna sielsowietu Kanin, który obejmuje obszar całego półwyspu. Zamieszkana głównie przez nienieckich pasterzy reniferów. Przez wieś przepływa rzeka Nieś.
Według spisu z 2010 roku Nieś zamieszkiwało 1368 osób.
Komunikacja ze światem odbywa się głównie poprzez znajdujące się przy wsi lotnisko. Najbliższym miastem jest Miezień.